# 米爾冰川
米爾冰川（英語：Mill Glacier）是南極洲的冰川，位於杜費克海岸，寬19公里，流經多明尼昂山脈和支持者山脈，最終注入比爾德摩爾冰川，由英國探險隊以該國地理學家命名。
85°10′S 168°30′E / 85.167°S 168.500°E